# Đá thấp

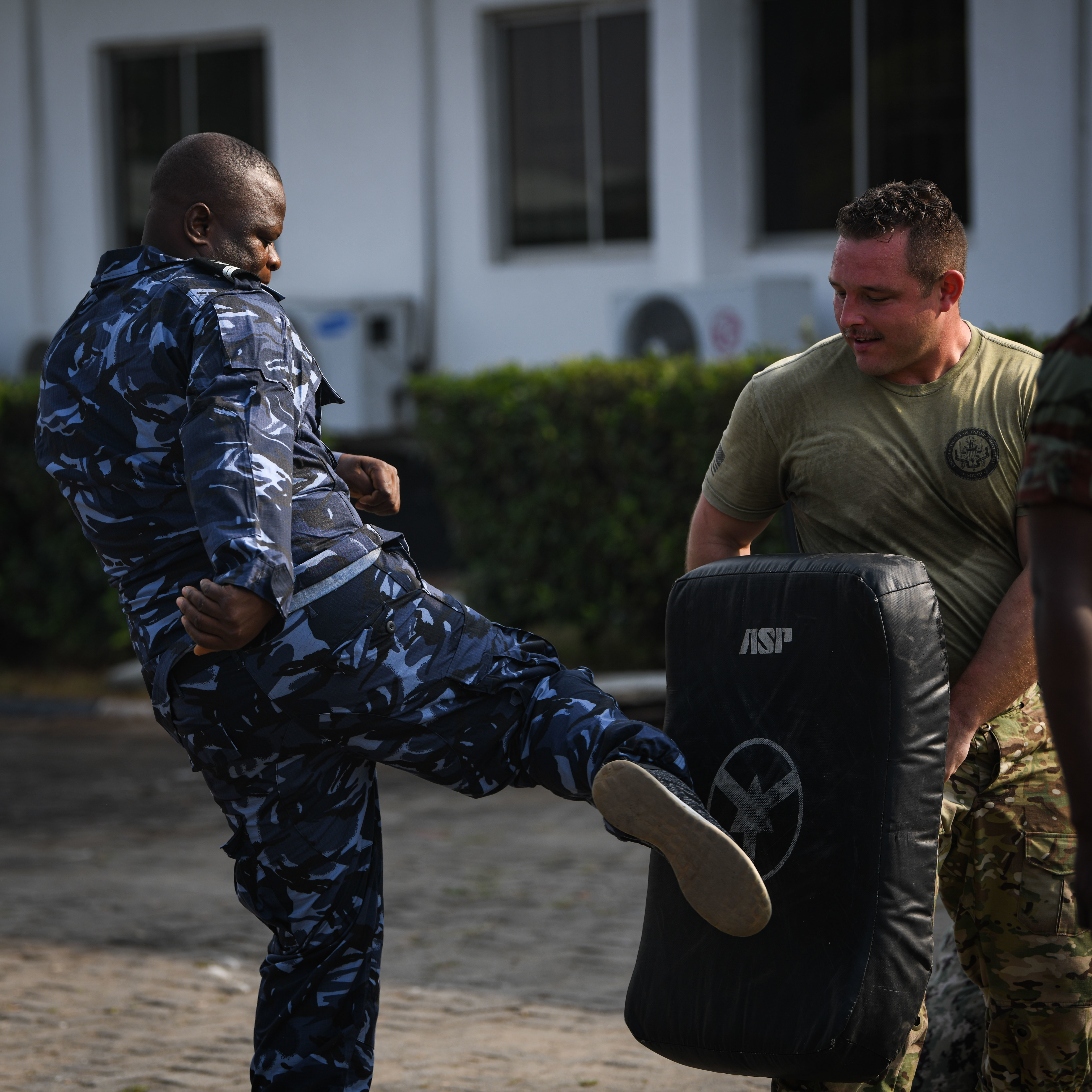
Kỹ thuật đá thấp

Đá thấp (Low kick) hay Hạ bàn cước hay phang trụ (Leg kick), hay phá trụ hoặc phang ống thấp là một cú đá (cước) trong đó người tấn công sẽ dùng chân đánh vào phần thân dưới của đối thủ (đùi hoặc bắp chân) bằng xương ống chân hoặc mu bàn chân nhằm triệt hạ đối thủ. Kiểu đá này được biết đến dưới nhiều tên gọi khác nhau và  được sử dụng trong nhiều môn võ thuật như võ thuật Trung Hoa, Karate, Taekwondo, Kūdō, Kickboxing, Pradal serey, Lethwei, Muay Thái và MMA. Đá thấp được sử dụng để gây tổn thương cho phần chân của đối thủ, triệt hạ chân trụ (phá trụ) khiến đối thủ dần mất đi sự khéo léo, ổn định, sự cân bằng và khả năng di chuyển. Một khi bị dính đòn đá tầm thấp liên tục thường có thể gây tổn thương cho xương, khớp, dây chằng và mô cơ. Dây thần kinh tọa là dây thần kinh dài nhất và phổ rộng nhất trong cơ thể con người, bắt đầu từ lưng dưới và chạy qua mông cho đến tận chi dưới, là mục tiêu thường xuyên của những cú đá thấp. Đòn đá thấp vào cơ đùi hoặc bắp chân có thể gây ra cảm giác đau đớn mạnh mẽ, khiến đối thủ gặp khó khăn trong việc di chuyển và duy trì thế trận. 
Cách phòng thủ hiệu quả và phổ biến nhất ngạnh lại cú đá thấp được gọi là co chân khép người ("checking"), trong đó người phòng thủ sẽ đưa cong chân và đưa lên để bảo vệ đùi. Điều này khiến người tung ra cú đá thấp sẽ đập ống quyển của mình vào ống quyển hoặc đầu gối của võ sĩ phòng thủ, gây đau đớn và tổn thương cho kẻ ra đòn. Trong một số trường hợp, một cú checking thực hiện tốt của một cú đá thấp có thể làm gãy chân của người ra đòn như trường hợp khi Chris Weidman chặn cú đá thấp của Anderson Silva trong UFC 168, và gần đây nhất, khi Uriah Hall chặn đỡ cú đá thấp bên trong của Chris Weidman với kết quả tương tự tại UFC 261. Nguyên tắc chung của đòn đá thấp là chúng không được thực hiện đơn lẻ, cũng không nên sử dụng làm đòn tấn công đầu tiên. Nhất thiết nó phải được thiết lập theo một chuỗi các đòn tấn công, nhằm tránh sự áp chế hoặc sự “bắt bài” từ đối phương. Trước khi thực hiện đòn đá thấp, đầu tiên là cần xác định mục tiêu, sau khi nhắm mục tiêu thì cần xoay chân trái và chuẩn bị để vung chân phải như một cú vụt gậy bóng chày, tạo lực tác động tối đa. Điều này giúp tăng cường sức mạnh của cú đá và gây ra hiệu quả lớn hơn. Khi thực hiện đòn đá thấp, tập trung vào việc sử dụng xương ống chân để đạt được hiệu quả tối ưu trong cú đá thấp và hãy đồng thời di chuyển cơ thể về cùng một hướng với cú đá.

## Các võ sĩ
Các võ sĩ được biết đến là có sở trường trong những cú đá thấp để dành chiến thắng là:
- Changpuek Kiatsongrit hạ Rick Roufus tại Las Vegas, Nevada năm 1988. Đây là một trận đấu kinh điển. Bước vào trận đấu, Rick Roufus với kĩ năng đòn tay vượt trội đã áp đảo Kietsongrit. Võ sĩ người Thái đã nhận ra rằng trận đấu này được phép sử dụng cú đá thấp nên anh lập tức tận dụng điều đó. Rick Roufus từ từ nhận ra mình thất thế, lui về phòng thủ chờ cơ hội, liên tục trúng đòn. Với đôi chân bị thương vì những cú phang trụ như quật gậy bóng chày, Rick Roufus bắt đầu mất dần khả năng di chuyển, tránh né, thậm chí cũng mất đi khả năng tung ra những cú đấm. Trận đấu kết thúc với chiến thắng giành cho Kietsongrit còn Rick Roufus thì đau đớn rên la trên cáng thương[8].

- Maurice Smith hạ Travis Everett.
- Maurice Smith hạ Raymond Horsey
- Maurice Smith hạ Bill Morrison
- Maurice Smith hạ Steven Kruwell
- Stan Longinidis hạ Dennis Alexio[9]
- Marco Ruas hạ Paul Varelans[10]
- Maurice Smith hạ Tank Abbott

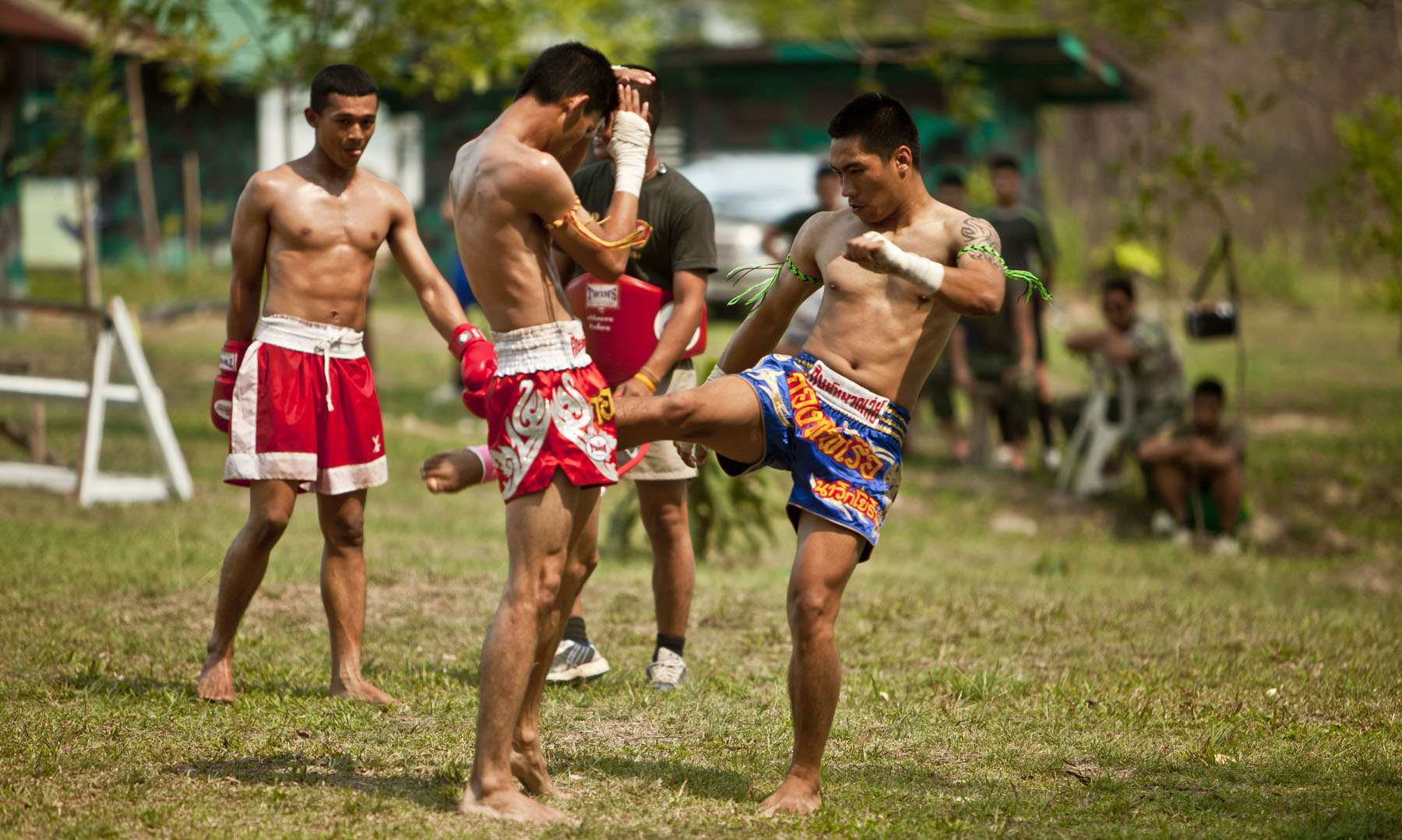
Một cú đá thấp vào chân trụ

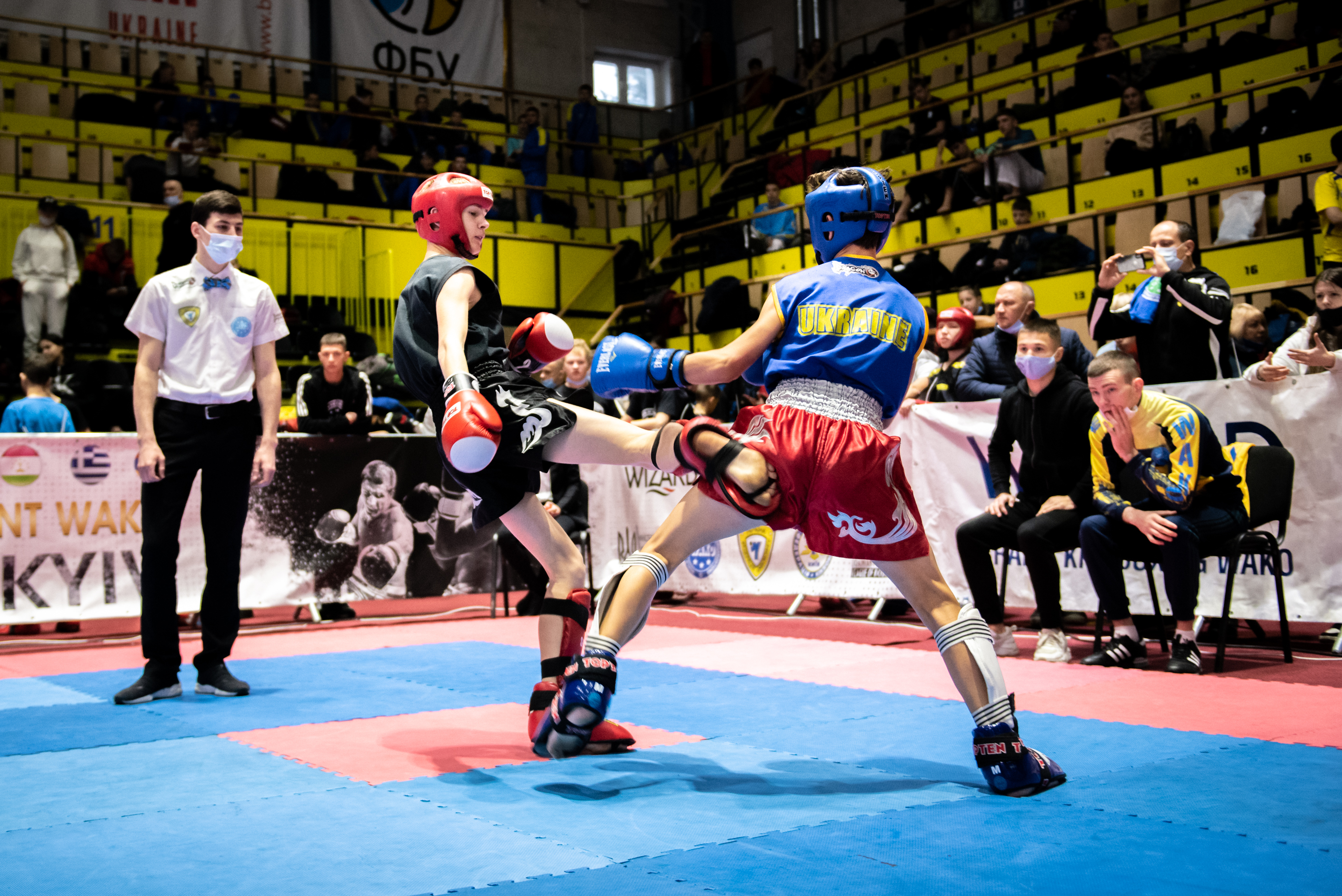
Một cú đá thấp vào đùi của đối thủ

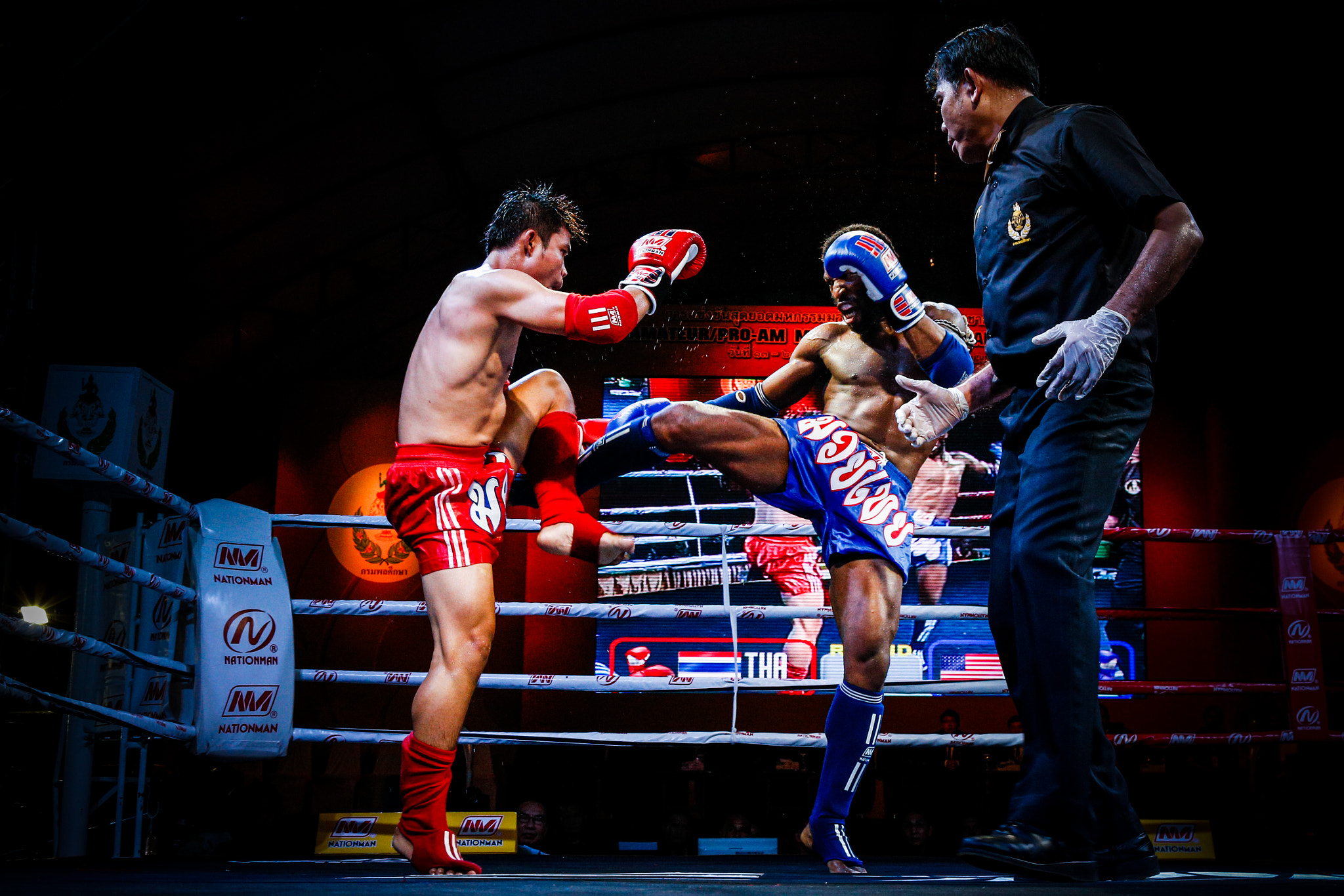
Một tư thế co chân khép người để chống lại cú đá thấp

- Pedro Rizzo trong trận gặp Randy Couture[11]
- Paul Slowinski hạ Faisal Zakaria.
- Antoni Hardonk hạ Ibragim Magomedov
- Paul Slowinski hạ Abdumalik Gadzhiev
- Paul Slowinski hạ Peter Graham
- Daniel Ghiță hạ Muhammad Ali Durmaz
- Mirko "Cro Cop" Filipović hạ Hidehiko Yoshida tại Nhật Bản năm 2006.[12]
- Bas Rutten hạ Ruben Villareal
- Antoni Hardonk hạ Sherman Pendergarst
- Paul Slowinski hạ Abbas Asaraki
- Daniel Ghiță hạ James Phillips
- Paul Slowinski hạ Mighty Mo
- Daniel Ghiță hạ Tadas Rimkevičius
- Antoni Hardonk hạ Colin Robinson
- Forrest Griffin đánh với Quinton "Rampage" Jackson vào năm 2008.[13]
- Thiago Alves đánh với Josh Koscheck vào năm 2008.[14]
- Pat Barry hạ Dan Evensen[10]
- Mirko "Cro Cop" Filipović hạ Choi Hong-man.
- Daniel Ghiță hạ Igor Mihaljević
- Brandon Vera hạ Mike Patt.
- Daniel Ghiță hạ Tomáš Hron
- Daniel Ghiță hạ Yuki Niimura và Sergei Lascenko
- Paul Slowinski hạ Ben Edwards
- Daniel Ghiță hạ Sergei Kharitonov
- José Aldo chiến với Urijah Faber vào năm 2010.[15]
- Mauricio Rua chiến với Lyoto Machida
- Edson Barboza hạ Mike Lullo vào năm 2010.[16]
- Pat Barry chiến với Joey Beltran vào năm 2011.[17]
- Daniel Ghiță hạ Fikri Ameziane
- Paul Slowinski hạ Chris Knowles
- Paul Slowinski hạ Steve Banks
- Tarec Saffiedine chiến với Nate Marquardt năm 2013.[18].